# Xystrocera dispar
Xystrocera dispar es una especie de escarabajo longicornio del género Xystrocera, tribu Xystrocerini, subfamilia Cerambycinae. Fue descrita científicamente por Fåhraeus en 1872.
El período de vuelo ocurre durante los meses de marzo, abril, mayo, junio, julio, agosto, octubre, noviembre y diciembre.

## Descripción
Mide 15-30 milímetros de longitud.

## Distribución
Se distribuye por Angola, Arabia Saudita, Benín, Costa de Marfil, Yibuti, Etiopía, Guinea, Namibia, República Centroafricana, República Sudafricana, Senegal, Somalia, Tanzania, Chad, Transvaal, Uganda, Zimbabue, Malí, Mozambique, República Democrática del Congo, Sierra Leona, Sudán y Burkina Faso.